# Les Naufragés du Chastang
 (octobre 2023).
Si vous disposez d'ouvrages ou d'articles de référence ou si vous connaissez des sites web de qualité traitant du thème abordé ici, merci de compléter l'article en donnant les références utiles à sa vérifiabilité et en les liant à la section « Notes et références ».
Les Naufragés du Chastang est la trentième histoire de la série Le Scrameustache de Gos. Elle a été publiée pour la première fois du no 2991 au no 2999 du journal Spirou, puis en album en 1995.

## Univers
Un aéronef en perdition doit atterrir en catastrophe dans la région du Chastang.